# اطلاعات (آلبوم برلین)
اطلاعات (انگلیسی: Information) اولین آلبوم استودیویی برلین است که در سال ۱۹۸۰ توسط وینیل رکوردز منتشر و در دوره‌ای ضبط شد که تری نان به‌طور موقت گروه را ترک کرده بود تا حرفه بازیگری را دنبال کند و ویرجینیا ماکولینو خوانندۀ اصلی را بود. چندین آهنگ توسط خوانندۀ اصلی قبلی تونی چایلدز نوشته شده بود که قبل از انتشار آلبوم به‌صورت انفرادی اجرا شد.